# 熱羅姆·貢多夫
熱羅姆·貢多夫（德語：Jérôme Gondorf；1988年6月26日—）是一位德國足球運動員，在場上的位置是中場。現效力於德乙球隊卡爾斯魯厄。